# Троицкая церковь (Новый Белоус)
Троицкая церковь — православный храм и памятник архитектуры национального значения в Новом Белоусе.

## История
Постановлением Совета Министров УССР от 06.09.1979 № 442 «Про дополнение списка памятников градостроения и архитектуры Украинской ССР, которые находятся под охраной государства» («Про доповнення списку пам'яток містобудування і архітектури Української РСР, що перебувають під охороною держави») присвоен статус памятник архитектуры республиканского значения с охранным № 1790 под название Троицкая церковь и колокольня.
Установлена информационная доска «1790 год Троицкая церковь деревянная и колокольня 1646 год».

## Описание
Построена в 1-й половине XVIII века (по другим данным в 1646 году). Троицкая церковь является одним из немногих сохранившихся примером деревянных монументальных сооружений на Левобережье Украины. Имеет признаки барокко и классицизма.
Деревянная, однокупольная, трёхдольная (трёхсрубная — 3 объёма), крестообразная церковь с прямоугольным в плане бабинцом (притвором), нефом (центральным участком) и гранёным алтарём. Сохранился резной деревянный (материал: липа) иконостас XVIII века. В начале XIX века с западной стороны было пристроено крыльцо, также по обе стороны алтаря — маленькие срубы (помещения) ризницы и паламарни, с южной и северной сторон центрального участка появились притворы с 4-колонными портиками, которые завершаются треугольными фронтонами. Тимпаны фронтов с росписью.
Рядом (юго-западнее) расположена деревянная, прямоугольная в плане, двухъярусная колокольня, завершающаяся шалёванным шатром с глухим фонарём и главой. Ярус звонов имеет четыре шестиугольных проема. Колокольня построена в 1739 году.
Храм был реставрирован. Обновлённый иконостас включает фрагменты прежнего иконостаса.